# Campionato azero di calcio a 5
Il campionato azero di calcio a 5 è un insieme di tornei nazionali e regionali istituiti dalla Federazione calcistica dell'Azerbaigian. La massima competizione è chiamata "Yüksək Liqa"; seguono la "Birinci Liqa" (2º livello) e la "İkinci liqa" (3º livello).

## Storia
Quello azero è tra i più longevi campionati delle repubbliche ex-sovietiche e si disputa regolarmente dal 1993. Se nel primo decennio la competizione fu equilibrata e combattuta, a partire dal 2005 l'Araz instaurò un'egemonia duratura. Da allora, la formazione della regione autonoma della Repubblica Autonoma di Naxçıvan ha conquistato tutti i campionati disputati, fatta eccezione per l'edizione 2014-2015 che fu vinta dal Khazar Islands.

## Albo d'oro
- 1993:  Neftçi Baku (1)
- 1994-1995:  Azadə (1)
- 1995-1996:  Avtomobilçi (1)
- 1996-1997:  Avtomobilçi (2)
- 1997-1998:  Avtomobilçi (3)
- 1998-1999:  Azərneftyanacaq (1)
- 1999-2000:  Azərneftyanacaq (2)
- 2000-2001:  Turan Air (1)
- 2001-2002:  Turan Air (2)
- 2002-2003:  Tribut (1)
- 2003-2004:  Turan Air (3)
- 2004-2005:  Araz Naxçıvan (1)

- 2005-2006:  Araz Naxçıvan (2)
- 2006-2007:  Araz Naxçıvan (3)
- 2007-2008:  Araz Naxçıvan (4)
- 2008-2009:  Araz Naxçıvan (5)
- 2009-2010:  Araz Naxçıvan (6)
- 2010-2011:  Araz Naxçıvan (7)
- 2011-2012:  Araz Naxçıvan (8)
- 2012-2013:  Araz Naxçıvan (9)
- 2013-2014:  Araz Naxçıvan (10)
- 2014-2015:  Khazar Islands (1)
- 2015-2016:  Araz Naxçıvan (11)
- 2016-2017:  Araz Naxçıvan (12)

- 2017-2018:  Araz Naxçıvan (13)
- 2018-2019:  Araz Naxçıvan (14)
- 2019-2020:  Araz Naxçıvan (15)
- 2020-2021: interrotta
- 2021-2022:  Araz Naxçıvan (16)
- 2022-2023:  Araz Naxçıvan (17)
- 2023-2024:  Araz Naxçıvan (18)